# روبرت اولسون
روبرت اولسون (بالسويدية: Robert Olsson)‏ هو منافس ألعاب قوى سويدي، ولد في 14 مارس 1883 في غوتنبرغ في السويد، وتوفي في 21 يوليو 1954 في بوروس في السويد.

## وصلات خارجية
- روبرت اولسون على موقع أوليمبيديا (الإنجليزية)
- روبرت اولسون على موقع اللجنة الأولمبية السويدية (السويدية)